# أتلانتيك إمبرس
أتلانتيك إمبرس (SS Atlantic Empress) هي ناقلة نفط كانت تابعة لشركة يونانية وكانت مسجلة في ليبيريا لذلك كانت ترفع علمها.
اصطدمت الناقلة سنة 1979 مع ناقلة أخرى (Aegean Captain) في بحر الكاريبي مما أدى إلى غرقها. أدى حادث الاصطدام والغرق إلى حدوث كارثة بيئية بسبب تسرب كميات كبيرة جداً من النفط.